# Bembidion milleri
Bembidion milleri es una especie de escarabajo del género Bembidion, familia Carabidae. Fue descrita científicamente por Jacquelin du Val en 1852.
Habita en Albania, Austria, Bélgica, Bosnia y Herzegovina, Croacia, Chequia, Francia, Alemania, Hungría, Italia, Lituania, Macedonia, Moldavia, Países Bajos, Polonia, Portugal, Rusia, Serbia, Eslovaquia, Eslovenia, Suiza y Ucrania.